# Anomobryum prostratum
Anomobryum prostratum är en bladmossart som beskrevs av Bescherelle 1872. Anomobryum prostratum ingår i släktet Anomobryum och familjen Bryaceae. Inga underarter finns listade i Catalogue of Life.